# Konami
Konami Corporation (яп. コナミ株式会社 конами кабусикигайся, TYO: 9766) —  японская компания, один из ведущих разработчиков и издателей видеоигр, игрушек для детей, платёжных карточек, аниме, торговых, игровых, развлекательных автоматов и других продуктов. Компания была основана в 1969 году как прокатчик и наладчик (ремонт) музыкальных автоматов в Осаке, Япония. Основателем был Кагэмаса Кодзуки, который и поныне в ней является председателем. Подразделение, занимавшееся разработкой, обычно обозначалось как Konami Computer Entertainment Tokyo (KCET).
Название «Konami» происходит от фамилий основателей — Кагэмасы Кодзуки и его партнеров Ёсинобу Накамы, Хиро Мацуды и Сёкити Иисихары, вместе основавших Konami Industry Co., Ltd в 1973 году. «Konami» также может означать «маленькая волна(ы)» на японском языке. Штаб-квартира находится в Токио.

## История
Компания была основана 21 марта 1969 года и официально зарегистрирована 19 марта 1973 года под названием Konami Industry Co., Ltd. (Konami Kōgyō Kabushiki Gaisha (яп. コ ナ ミ 工業 株式会社)). Основатель и глава компании Кагемаса Кодзуки изначально управлял бизнесом по аренде и ремонту музыкальных автоматов в Тойонака, Осака, прежде чем преобразовал бизнес в производство игровых автоматов. Первая видеоигра компании на автомате с монетоприемником была выпущена в 1978 году, а в следующем году Konami начала экспортировать свою продукцию в США.
Успех и популярность Konami пришли с выходом таких аркадных игр, как Frogger, Scramble и Super Cobra 1981 года, многие из которых были лицензированы для выпуска в США компаниями дистрибьюторами, включая Stern Electronics и Gremlin Industries. В конечном итоге, в 1982 году была основана собственная дочерняя компания в США, названная Konami of America, Inc.. Именно после короткого периода выпуска аркад для Atari 2600 в США, Konami начала расширять свой бизнес видеоигр на домашний потребительский рынок. В 1983 году компания выпустила множество игр для стандарта домашних компьютеров MSX, а в 1985 году — игровую приставку Nintendo Entertainment System. В этот период на обеих платформах, а также на игровых автоматах, были созданы многочисленные игровые франшизы Konami, такие как Gradius, Castlevania, TwinBee, Ganbare Goemon, Contra и Metal Gear. Благодаря успеху игр для NES прибыль Konami выросла с $10 млн в 1987 году до $300 млн в 1991 году.
В июне 1991 года юридическое название Konami было изменено на Konami Co., Ltd. (Konami Kabushiki Gaisha (яп. コ ナ ミ 株式会社)), а в апреле 1993 года её штаб-квартира была переведена в Минато, Токио. В этот период компания начала поддерживать 16-битные игровые приставки, начиная с Super NES, затем PC Engine и Sega Genesis.
В 1994 году Konami, после запуска Sega Saturn и PlayStation, стала бизнес-подразделением с образованием различных дочерних компаний Konami Computer Entertainment (KCE), начиная с KCE Tokyo и KCE Osaka (которые позже будут известны как KCE Studios), за которым последовала KCE Japan (позже известная как Kojima Productions). Каждая дочерняя компания KCE в конечном итоге создала различные интеллектуальные объекты, такие как серия KCE Tokyo — Silent Hill и серия KCE Japan — Metal Gear Solid (возрождение серии Metal Gear с MSX). В 1997 году Konami начала производить ритм-игры для игровых автоматов под брендом Bemani и стала расширять бизнес коллекционных карточных игр, выпустив Yu-Gi-Oh!.
В июле 2000 года официальное английское название компании было изменено на Konami Corporation, но юридическое название в Японии осталось прежним. По мере того как компания перешла на разработку видеоигр для консолей шестого поколения, она расширилась и занялась бизнесом в сфере здоровья и фитнеса, приобретя компании People Co., Ltd и Daiei Olympic Sports Club, Inc., которые стали дочерними компаниями Konami. В августе 2001 года компания инвестировала средства в другого издателя видеоигр — Hudson Soft, который стал консолидированной дочерней компанией после того, как Konami приняла новые выпущенные ими сторонние акции. В марте 2006 года Konami объединила все свои подразделения по разработке видеоигр в новую дочернюю компанию, известную как Konami Digital Entertainment Co. (KDE), поскольку материнская компания стала чистой холдинговой компанией. В 2007 году её штаб-квартира была перенесена в Минато, Токио.
Поглощение Hudson Soft в 2012 году привело к добавлению в портфель Konami нескольких других франшиз: Adventure Island, Bonk, Bloody Roar, Bomberman, Far East of Eden и Star Soldier.
В апреле 2015 года Konami исключила себя из Нью-Йоркской фондовой биржи после роспуска своей дочерней компании Kojima Productions. В интервью для Nikkei Trendy Net, опубликованном в следующем месяце, недавно назначенный генеральный директор Konami Digital Entertainment Хидеки Хаякава объявил, что Konami на какое-то время сместит акцент на мобильные игры, заявив, что «...За мобильными устройствами будущее игр.». В том же месяце торговое название компании было изменено с Konami Corporation на Konami Holdings Corporation.
В 2017 году Konami объявила, что возродит некоторые из собственных популярных видеоигровых серий после успеха их стартовой игры Super Bomberman R для Nintendo Switch.
В начале 2020 года Konami переместила свою штаб-квартиру в район Гиндза, Токио, где есть центр для проведения киберспортивных мероприятий, а также школа для киберспортсменов.

## Структура компании

### Япония
- Konami Corporation
  - Konami Digital Entertainment Co., Ltd.
  - Konami Sports & Life Co., Ltd.
  - Konami Real Estate, Inc.
  - KPE, Inc.
  - Konami Manufacturing and Service, Inc.
  - Konami Facility Service, Inc.
  - KME Co., Ltd.
  - Takasago Electric Industry Co., Ltd.
  - Hudson Soft Company, Limited — 20 января 2011 Konami Corporation объявила о переходе Hudson Soft Co., Ltd. в виде дочерней компании через обмен акциями. Обмен вступил в силу 1 апреля 2011[24].
  - DIGITAL GOLF Inc. — 20 января 2011 Konami Corporation объявила о приобретении данной компании через обмен акциями. DIGITAL GOLF стал дочерней компанией. Обмен вступил в силу 1 марта 2011[25].
  - Internet Revolution, Inc.
  - Biz Share Corporation
  - Combi Wellness Corporation
  - THE CLUB AT YEBISU GARDEN CO., LTD.

### Австралия
- Konami Australia Pty Ltd (создана в 1996)

### Америка
- Konami Corporation of America — текущая основная холдинговая компания в США.
  - Konami Digital Entertainment, Inc. — бывшая американская холдинговая компания, ранее Konami of America Inc.. 13 октября 2003 года Konami Corporation Редвуда объявила о расширении своей деятельности в Эль-Сегундо[англ.]* (штат Калифорния), под новым именем Konami Digital Entertainment, Inc. С 2007 года управление в Редвуде было объединено в Эль-Сегундо[26].
  - Konami Gaming, Inc. в г. Парадайз, штат Невада.

### Европа
- Konami Digital Entertainment B.V. — текущая, базирующейся в Европе, холдинговая компания.
  - Konami Digital Entertainment GmbH — бывшая холдинговая компания в Европе, ранее Konami Limited, Konami Corporation of Europe B.V.. 31 марта 2003 года, к началу нового финансовго года в корпорации (1 апреля 2003), Konami of Europe объявило о переименовании в Konami Digital Entertainment GmbH[27].

### Азия
- Konami Digital Entertainment Limited (кит. трад. 科 樂 美 數碼 娛樂 有限公司) — подразделения в Гонконге и Сингапуре[28].
- Konami Software Shanghai, Inc. (кит. упр. 科 乐 美 软件 （上海） 有限公司) — подразделение в Шанхае[29].
- Konami Digital Entertainment Co. (южнокор. 주식회사 코나미 디지털 엔터테인먼트) — южнокорейский производитель и дистрибьютор игр, первоначально созданный как корейский филиал Konami Digital Entertainment Limited. 1 мая 2008 года стала отдельной компанией и унаследовала существующие операции бывшего корейского филиала[30].

## Игры Konami
- Beatmania IIDX
- Castlevania
- Contra
- Crash Bandicoot (Японское издание)
- Dance Dance Revolution
- FlatOut (Японское издание)
- Gradius
- Jubeat
- Metal Gear
- Pro Evolution Soccer (с 2019 до 2021 - eFootball PES; с 2021 - eFootball)
- Saw: The Video Game
- Silent Hill
- Sound Voltex (серия) (Японское издание)
- Spyro the Dragon (серия) (Японское издание)
- Suikoden
- Teenage Mutant Ninja Turtles
- Yu-Gi-Oh!
- Zone of the enders

## Маркетинг

### Кино
В 2006 году Konami начала продюсирование фильмов, основанных на их популярных франшизах. Konami является продюсером фильма Сайлент Хилл, выпущенного в 2006, а также анонсировала, что станет продюсером фильма Metal Gear Solid.

## Ключевые фигуры
- Кодзи Игараси — продюсер серии игр Castlevania[32].
- Акира Ямаока — японский композитор, мультиинструменталист, автор музыки большинства видеоигр компании[33].